# Antiochos Evangelatos
Antiochos-Gerasimos Evangelatos (født 25. december 1903 i Lixouri, Cefalonia, død 17. december 1981 i Athen, Grækenland) var en græsk komponist, dirigent og lærer.
Evangelatos studerede komposition og direktion i Leipzig, Basel og Wien hos bl.a. Felix Weingartner.
Han underviste fra 1933 i komposition og kontrapunkt på Hellenic Musikkonservatorium i Athen.
Evangelatos som komponerede i en tematisk romantisk stil, blandede også folkloren fra Grækenland ind i sine kompositioner.
Han har skrevet 2 symfonier, orkesterværker, strygerkvartetter og sekstetter, sange etc.

## Udvalgte værker
- Symfoni nr. 1 (1929-1930) - for orkester
- Symfoni nr. 2 (1967) - for orkester
- Sinfonietta (1927) - for orkester
- Klaverkoncert (1957-1958) - for klaver og orkester